# Ganzerikbodemwants
De ganzerikbodemwants (Ortholomus punctipennis) is een wants uit de onderfamilie Orsillinae en uit de familie bodemwantsen (Lygaeidae).

## Uiterlijk
Het is een grijsbruine wants met een fijne lichte beharing. Over het halsschild (pronotum) en schildje (scutellum) loopt een lichte middenstreep. De antenne is donker. Het connexivum (aan de zijkant zichtbare deel achterlijf) is onscherp bruin gevlekt. Het membraan (het doorschijnende deel) van het hemi-elytrum (de deels verharde voorvleugel) is witachtig grijs met vage bruine vlekken. De lengte is 4 – 6 mm.

## Verspreiding en habitat
De soort komt voor in heel Europa, Siberië, Centraal-Azië en China. Ze komen voor in droge gebieden met een zandbodem (zelden met een kalkbodem)

## Leefwijze
De ganzerikbodemwants is een bodembewoner, die zelden in de planten te vinden is. De belangrijkste voedselplanten, waarop ook eitje zijn waargenomen, zijn planten uit het geslacht ganzerik (Potentilla). Daarnaast kunnen ze worden waargenomen op kruidachtige planten uit verschillende families. (vlinderbloemenfamilie (Leguminosae of Fabaceae), lipbloemenfamilie (Labiatae of Lamiaceae), composietenfamilie (Compositae of Asteraceae), vetplantenfamilie (Crassulaceae)). De eieren of nimfen overwinteren. In gebieden met een gunstig klimaat kunnen soms ook enkele imago’s overwinteren. De nieuwe generatie imago’s verschijnt in juni. In augustus kan er een tweede generatie verschijnen.